# فلسطين الثانية
مقاطعة فلسطين الثانية (باللاتينية: Palæstina Secunda أو Palaestina II) هي إحدى المقاطعات الستة عشر التي كانت تشكّل الأبرشية المشرقية التابعة للإمبراطورية البيزنطية إبتداءً من عام 390 وحتى القرن السابع. كانت عاصمتها سكيثوبوليس الواقعة غرب نهر الأردن، كما كانت بالأصل جزءاً من مقاطعة فلسطين السوريّة. قام الساسانيون بالاستيلاء عليها لفترة وجيزة، إلاّ أن البيزنطيين استعادوها في عام 628 حتى الفتح الإسلامي للشام عام 636.

## تاريخ
تم تنظيم المنطقة تحت حكم الإمبراطورية الرومانية كجزء من أبرشية الشرق، والتي احتوت بالإضافة إلى هذه المقاطعة كل من المقاطعات التالية: العربية، فيليقيا الأولى، فيليقيا الثانية، الرها، أرض الرافدين، الفرات، إيساوريا، وقبرص. وكانت مقاطعة فلسطين السوريّة قد جُزأت إلى عدد من المقاطعات في القرن السادس، وكانت فلسطين الثانية إحداها، بالإضافة إلى: فلسطين الأولى، فلسطين الثالثة (الصحيحة)، سوريا الأولى، سوريا الصحيحة، فينيقيا، فينيقيا اللبنانية.
لقد تحالف البيزنطيون مع سكان المنطقة من العرب الغساسنة في القرن السادس. إلاّ أنهم فقدوا السيطرة على مقاطعتيّ فلسطين الأولى والثانية بعد الحرب الساسانية البيزنطية، حيث احتلها الساسانيون بمساعدة اليهود عام 614، وقد تم تشكيل تحالف بين الطرفين. لكن الأمر لم يدم طويلاً، إذ استرجع البيزنطيون هذه المنطقة بعد انسحاب الجنود الساسانيين منها عام 628. إلاّ أنهم فقدوها نهائيًا بعد الفتح الإسلامي للشام عام 636، حيث أصبحت تُعرف بـ"جند الأردن"، والذي كان يتبع للخلافة الراشدة.

## الجغرافيا
كانت هذه المقاطعة تمتد لتشمل جميع المدن الواقعة اليوم في الجليل، والمنطقة المحيطة بنهر الأردن، سواءً من الضفة الغربية في فلسطين التاريخية، أو الشرقية في الأردن، بالإضافة إلى منطقة حوض نهر اليرموك وهضبة الجولان في سوريا. وكانت مدينة سكيثوبوليس (بيسان اليوم) عاصمة هذه المقاطعة. كما كانت المقاطعة تشمل على عدد من المدن الهامة، مثل فيلادلفيا (عمّان)، والناصرة، وكفر ناحوم.

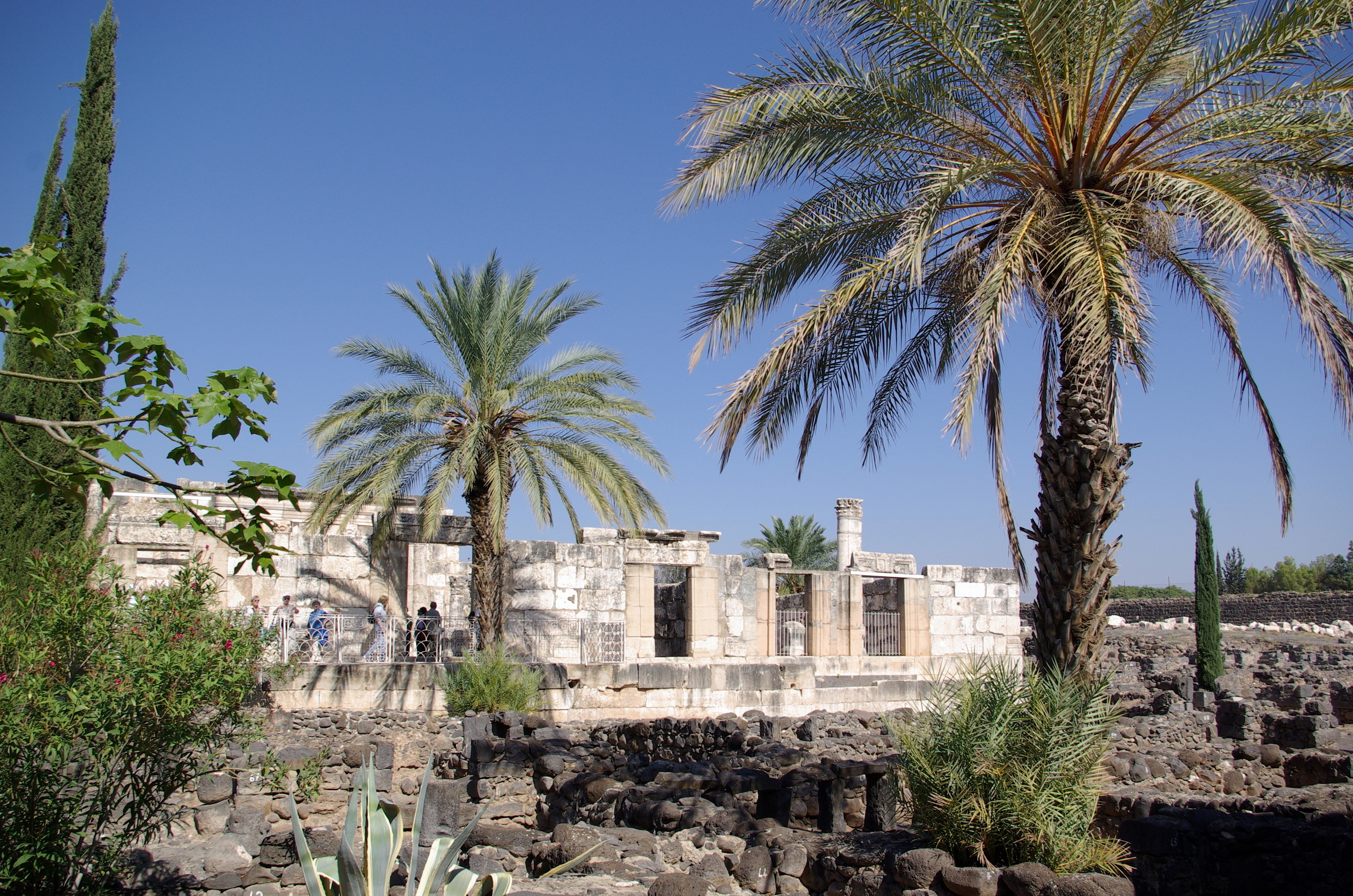
أطلال كفر ناحوم
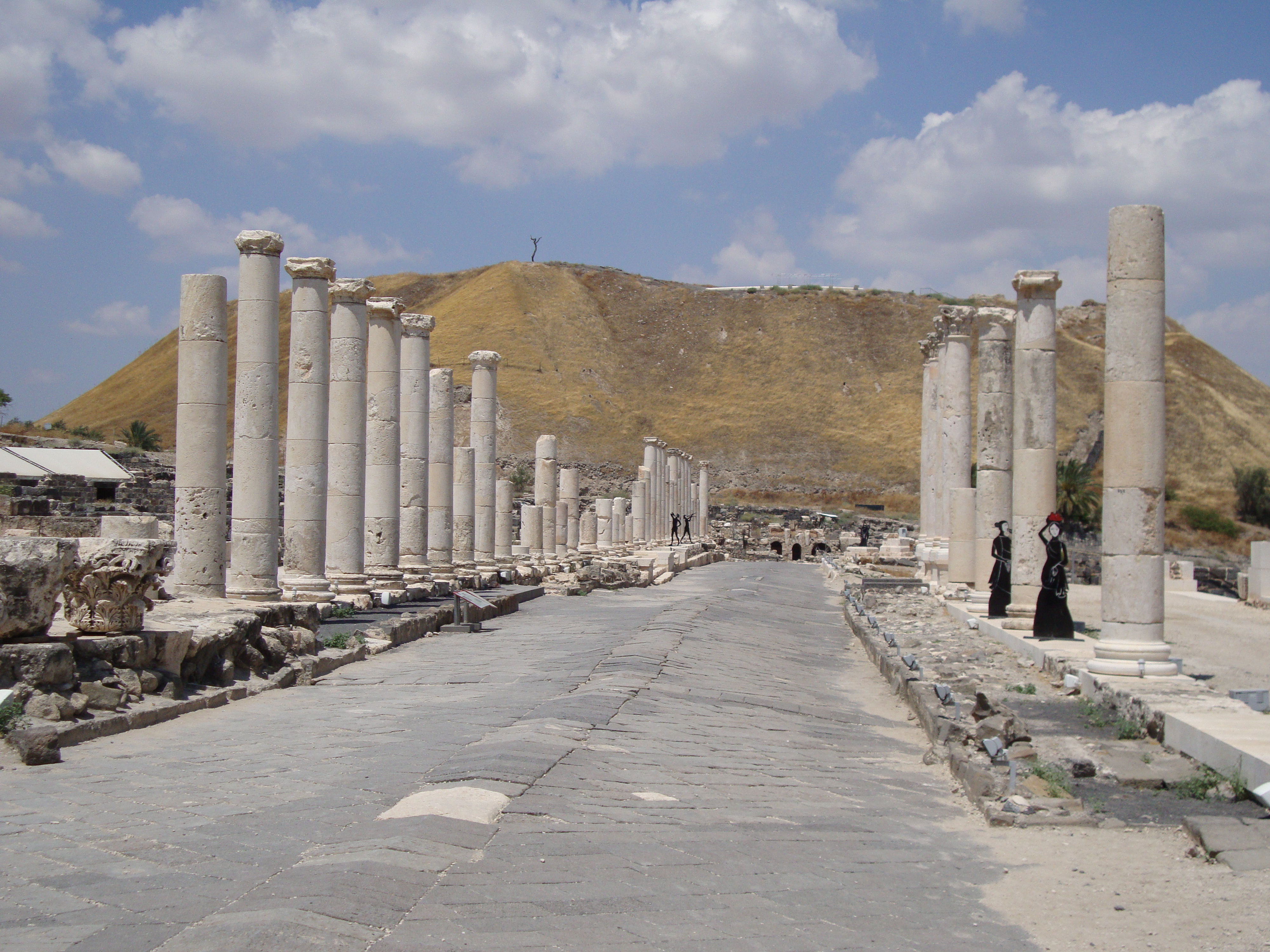
سكيثوبوليس (بيسان)
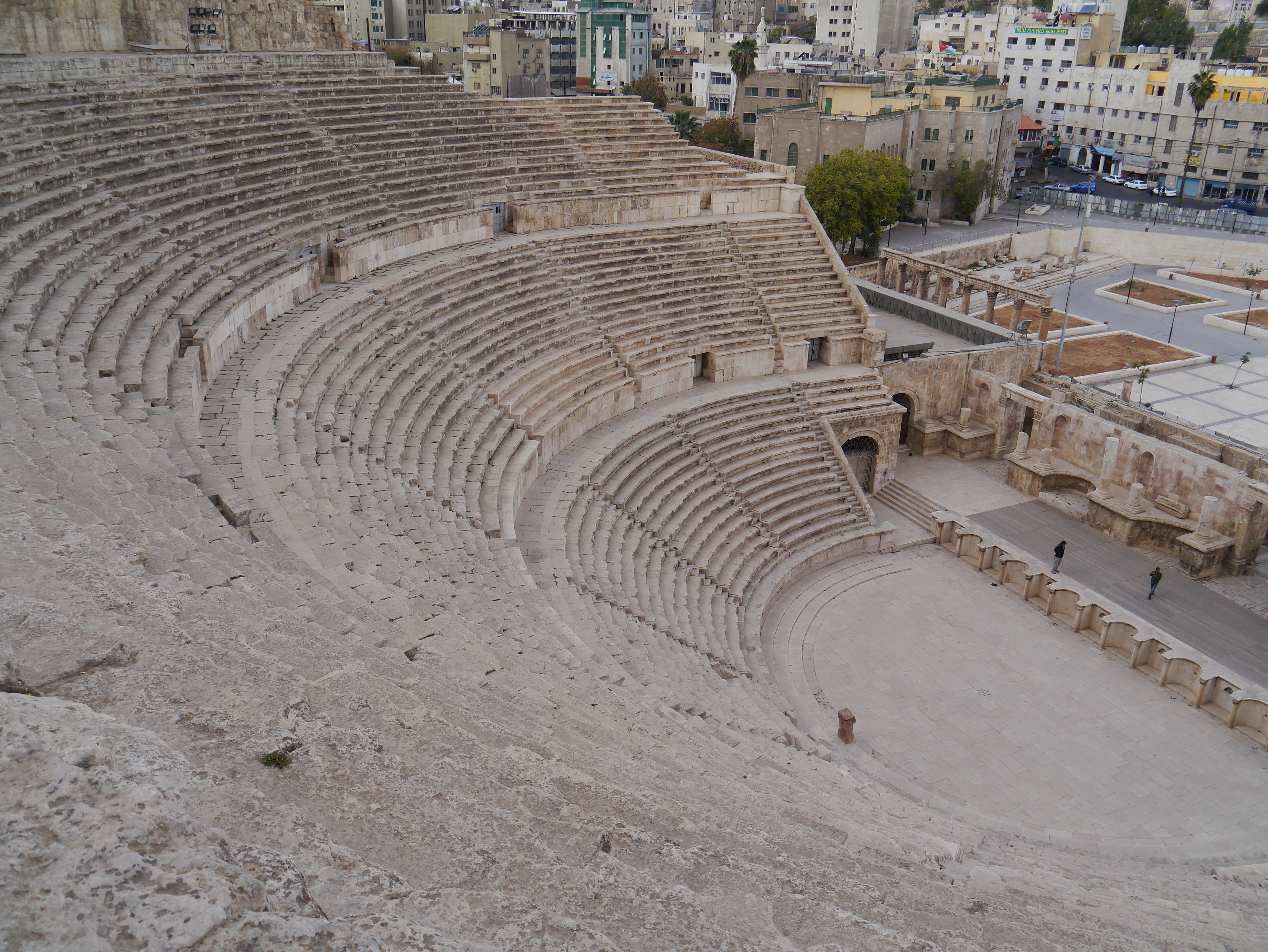
المدرج الروماني في فيلادلفيا
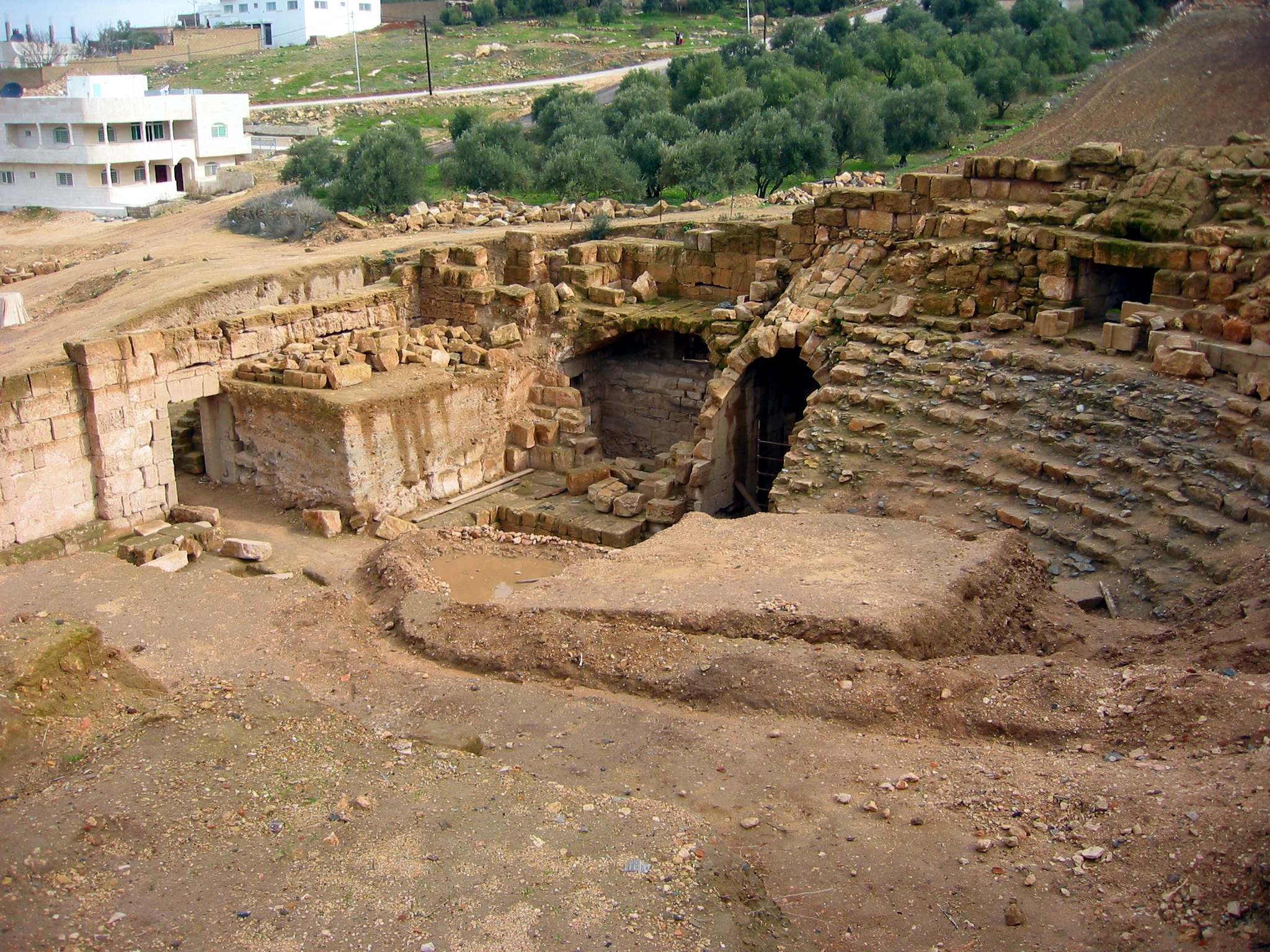
كابيتولياس (بيت رأس)